# Белмонт (Луїзіана)
Белмонт (англ. Belmont) — переписна місцевість (CDP) в США, в окрузі Сабін штату Луїзіана. Населення — 305 осіб (2020).

## Географія
Белмонт розташований за координатами 31°43′5″ пн. ш. 93°30′29″ зх. д. / 31.71806° пн. ш. 93.50806° зх. д. (31.718182, -93.508178).  За даними Бюро перепису населення США в 2010 році переписна місцевість мала площу 25,98 км², уся площа — суходіл.

## Демографія
Згідно з переписом 2010 року, у переписній місцевості мешкала 361 особа в 136 домогосподарствах у складі 104 родин. Густота населення становила 14 осіб/км².  Було 154 помешкання (6/км²).
Расовий склад населення:
| - 88,9 % — білих - 5,3 % — корінних американців - 2,5 % — чорних або афроамериканців - 0,3 % — азіатів |

До двох чи більше рас належало 2,2 %. Частка іспаномовних становила 1,4 % від усіх жителів.
За віковим діапазоном населення розподілялося таким чином: 29,1 % — особи молодші 18 років, 54,0 % — особи у віці 18—64 років, 16,9 % — особи у віці 65 років та старші. Медіана віку мешканця становила 37,5 року. На 100 осіб жіночої статі у переписній місцевості припадало 102,8 чоловіків;  на 100 жінок у віці від 18 років та старших — 96,9 чоловіків також старших 18 років.
Середній дохід на одне домашнє господарство  становив 57 825 доларів США (медіана — 66 375), а середній дохід на одну сім'ю — 67 554 долари (медіана — 68 707). За межею бідності перебувало 4,9 % осіб, у тому числі 0,0 % дітей у віці до 18 років та 8,6 % осіб у віці 65 років та старших.
Цивільне працевлаштоване населення становило 223 особи. Основні галузі зайнятості: освіта, охорона здоров'я та соціальна допомога — 43,9 %, виробництво — 23,3 %, транспорт — 21,1 %.